# Eretum
Eretum fue una ciudad de los sabinos ubicada, según las fuentes históricas en la parte meridional de la Sabina tiberina, sobre la antigua Vía Salaria cerca del cruce con la Vía Nomentana en el valle del Tíber. Era frontera entre las regiones de los sabinos y latinos. Indicios arqueológicos recientes han confirmado la hipótesis de Thomas Ashby y Robert M. Ogilvie de la ubicación de este sitio sabino sobre la colina de Casacotta, en el municipio de Montelibertti, Provincia de Roma.

## Edad de Hierro
El sitio fue ocupado desde la Edad de Hierro. Durante el siglo VII a. C. se inició la urbanización del poblado y la organización de la necrópolis. En época arcaica este poblado ocupó toda la colina, alcanzando una superficie de 18-21 hectáreas sin sistema defensivo. La continua referencia de Eretum en los confines entre romanos y sabinos, subraya la tenaz resistencia de la ciudad sabina de frente al expansionismo romano.

## Período orientalizante
Entre los siglos VIII y VI a. C., la emergente aristocracia sabina, para demostrar su nivel de estatus, al igual que sus contrapartes en la región del Mediterráneo central y occidental, promueve la difusión e imitación de objetos ornamentales con motivos inspirados en Oriente. Se ha encontrado en la necrópolis de Colle del Forno un gran número de objetos y material que ponen de manifiesto esta fase orientalizante. El material cerámico encontrado corresponde al tipo de imitación e importación de piezas etrusco-corintias.

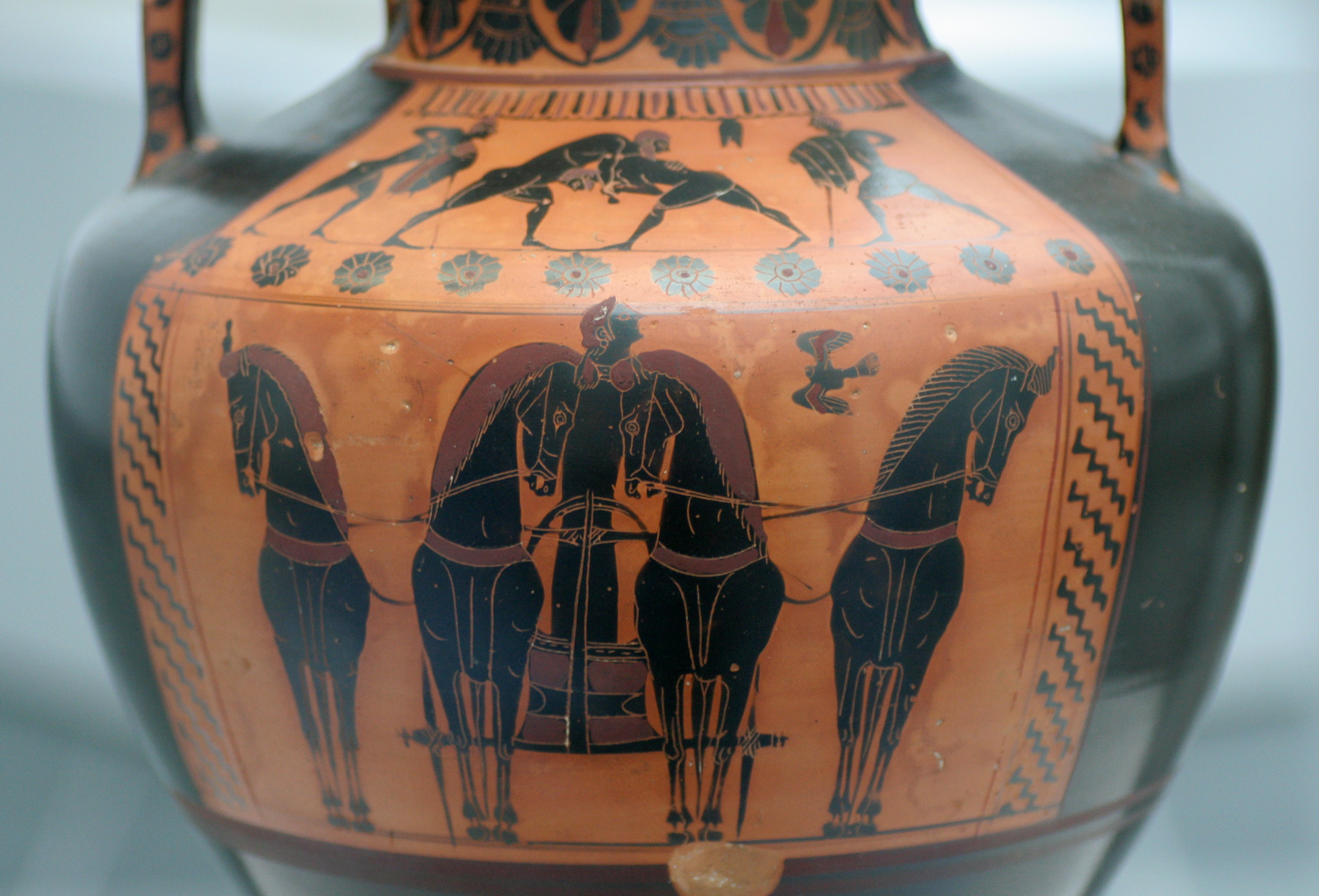
Ánfora ática del año que muestra una carro tirado por cuatro caballos (cuadriga).

Uno de los hallazgos más importantes es el de la tumba XI de la necrópolis. Se trata, según Paola Santoro, directora de las trabajos de excavación, de la tumba con cámara mortuoria más grande de Italia y debió pertenecer a un príncipe sabino de Eretum. En esta tumba con corredores de acceso (dromoi) y nichos interiores para la colocación de las pertenencias del difunto, se han identificado los restos de un carruaje y un coche. Este último de aquellos que eran conducidos por un auriga y tras de él estaba el pasajero —en este caso el príncipe— y eran tirados por dos, tres o cuatro caballos conocidos como bigas, trigas o cuadrigas. Es de especial interés la decoración en bronce del carruaje. En ella se representan una variedad de figuras, tanto antropomorfas —un hombre-serpiente alado (tal vez Tifón) como señor de los animales o apoyado en dos hombres y esfinges barbudas con casco y armadura— como zoomorfas —caballos, grifos, leones, cabras, ciervos, etc—. También se representan, ramas, vides y flores de loto.
Estilísticamente, el grupo de bronces, representa una de las más refinadas manifestaciones artísticas de la fase final del orientalizante.
La costumbre de depositar el carruaje, sea junto al coche o no, entre los elementos funerarios, se encuentra documentado entre las poblaciones de la antigua Italia —etruscos, latinos, sabinos y picenos en la época orientalizante— y denota influencia chipriota. El caso de la tumba XI no es un hecho aislado, pero sorprende por la extraordinaria riqueza del decorado del carruaje y de la armadura de los caballos. El estilo de decoración y manufactura aquí encontrada, se equipara al de tumbas principescas tanto en Etruria como en Italia. Estas y el hallazgo del trono, también del siglo VI a. C. revelan el rango que tenía la localidad de Eretum en la región. Los romanos la conquistan sólo hasta el siglo siglo IV a. C.

## Conflictos con Roma
Son famosas las rivalidades entre sabinos y romanos. Tulio Hostilio, tercer rey romano, después de una batalla sobre los sabinos en Eretum en la que muchos cayeron, hace voto a los dioses de instituir fiestas públicas en honor a Saturno si lograse conquistar a los sabinos.
Pero la población de Eretum no llega a ser doblegada. Más tarde, después de una tregua de paz hecha con Lucio Tarquinio Prisco que duró 6 años —dice Dionisio de Halicarnaso— los sabinos quebrantaron la paz. Se unieron a los tirrenos en contra de los romanos en Eretum, pues muchos de ellos querían vengarse por las anteriores derrotas. Los sabinos ahora se sentían fuertes con un grupo de jóvenes de su ciudad que, en el transcurso de ese tiempo, habían alcanzado su desarrollo y estaban listos para pelear.
Durante el tiempo Tarquino el Soberbio séptimo rey de roma, la flor de la juventud sabina irrumpió en territorio romano con dos grandes ejércitos que estaban devastando la región —uno de los ejércitos acampaba en Eretum y el otro cerca de Fidene—. Cuando Tarquino escuchó la noticia, dejó una pequeña parte de su ejército en Suesa Pomecia y puso al resto en marcha contra aquella parte sabina.
Tito Livio relata los encuentros entre sabinos y latinos que ocurrieron entre los años 458 y 450 a. C. y en los que Eretum es citada varias veces.

## Eretum dependiente de Nomentum
Por fin en el siglo siglo IV a. C. la localidad de Eretum pierde su autonomía y comienza a decaer. Desde ese momento es muy posible que dependiera del centro de Nomentum aunque el toponímico Eretum, siguió siendo utilizado en la Tabula Peutingeriana del siglo IV d. C.
En el siglo siglo III a. C. la necrópolis perteneciente a Eretum es abandonada y usada para labores agrícolas. Por ese entonces fue efectuado un rito de desacralización enterrando animales sacrificados, ánforas de vino y vasijas con ungüentos.